# Coussapoa viridifolia
Coussapoa viridifolia är en nässelväxtart som beskrevs av José Cuatrecasas. Coussapoa viridifolia ingår i släktet Coussapoa och familjen nässelväxter. Inga underarter finns listade i Catalogue of Life.